# Csettegő

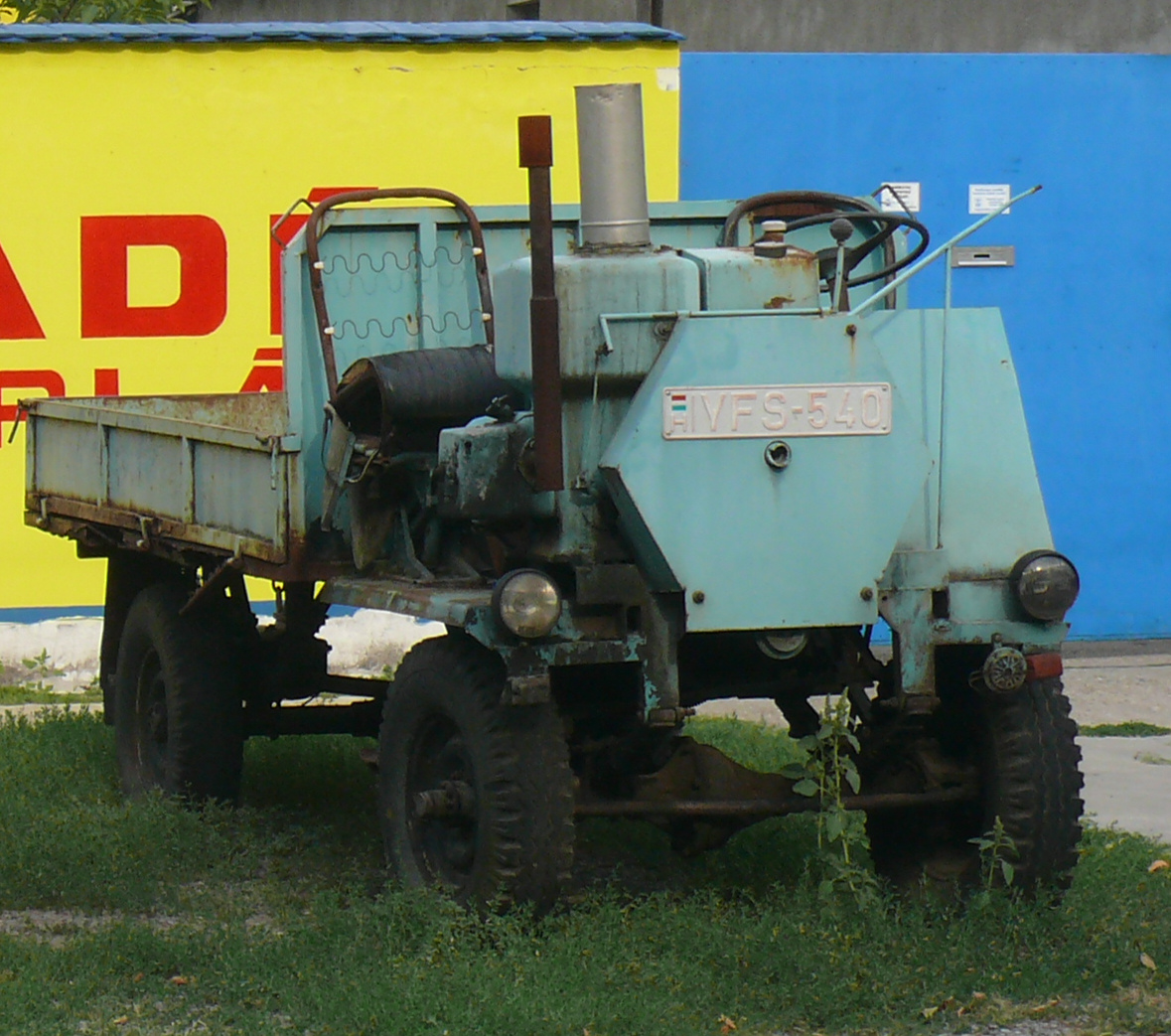
Csettegő – házi készítésű platós munkagép Vaskútról. Az elején a hatszögletű burkolat az egyhengeres dízelmotor jellegzetes, nagy méretű lendkerekét takarja.

A csettegő (tréfásan: mezőgazdasági kabrió), avagy csotrogány házilagos készítésű, jellemzően platós felépítményű, többnyire nyitott vezetőállásos, tehergépkocsit, lassú járművet jelent.

## Története
Magánszemélyek 1982-ig csak állati erővel vontatott teherfuvarozásra alkalmas járművet birtokolhattak, gépi erővel hajtottat nem. A Kádár-korszak második felében a háztáji gazdaságok kedvelt szállítóeszköze volt. A „csettegőnek” nevezett járművek az 1960-as években jelentek meg Soltvadkerten, és gyorsan népszerűek lettek, mert a szőlőművelésben jelentettek nagy segítséget. Később az ország többi részén is megjelentek, egyéb neveken.  A házilag barkácsolt szerkezetek építése átlagon felüli kreativitást és műszaki érzéket is feltételez. A nevét az első ilyen jellegű járművek kis teljesítményű, egyhengeres dízelmotorjának hangjáról kaphatta. Az Alföld déli részén a jelenkorban is használják. Újak azonban alig készülnek. Egyrészt a csökkenő igény miatt, másrészt egyre kevesebb rendelkezik érvényes műszaki engedéllyel és a megnövekedett közúti felügyelet miatt sokan kockázatosnak tekintik vele a forgalomban történő részvételt.
A csettegőket jellemzően hozzáértő autószerelők építették zömmel magánműhelyekben, garázsokban. Faluhelyen használatosnak mondható a mai napig. Eleinte a  hiánygazdaság, később a költséghatékonyság végett a csettegőket jellemzően abból építik, amit éppen fel tud használni a készítője: általában kiszuperált lovaskocsik, teherautók, traktor pótkocsik, egyéb járművek alvázaira készült, további - néha bontókból vagy hulladéklerakatokból beszerzett - alkatrészek felhasználásával. A vezetőállásaik ritkán kaptak zárt fülkét. Mivel nem az ipar által sorozatban készült járművek, így egyedi gyártmányúaknak tekinthetőek, bár akadtak, amiket bizonyos számban havi rendszerességgel állítottak elő helyi szerelők. Népszerűsége a nagy autógyárak konstrukcióinál, típusainál jelentősen alacsonyabb beszerzési árában és üzemeltetési költségében keresendő.
A csettegők egyaránt működtethetők dízel, benzin, gáz vagy hibrid meghajtással, attól függően, hogy milyen motort építenek bele. Az 1980-as évektől az egyhengeres M.I.A. dízelmotor helyét átvette a forgalomból kivont járművekből (például Trabant, Pannónia) megmentett kétütemű motor. Addigra már ezek voltak a legolcsóbban és legkönnyebben beszerezhető erőforrások.
A csettegők megfelelő műszaki vizsga után forgalmi rendszámot is kaphattak, viszont a szigorodó környezetvédelmi szabályozások miatt a hatóság már nehezebben hagyja jóvá az engedélyezésüket.